# Коломенський кремль
Коломенський кремль — пам'ятка російського оборонного зодчества XVI століття в м. Коломні Московської области. Побудований на березі річки Москви.

## Відомості
Після розпаду Руської держави (Київської Руси), наприкінці XII століття, кремль у Коломні став резиденцією правителя Коломенського князівства — удільного князя, залежного від рязанських князів.
Архітектуру першого кремля в Коломні повністю втрачено після численних татарських навал XIII—XVI століть.
Реставрацію різних об'єктів кремля проводили в 1930-х і 1960-1980-х роках.
Російський дослідник Ілля Герасимов припускає, що Московському кремлю приписали частину історії Коломенського.